# Robotika

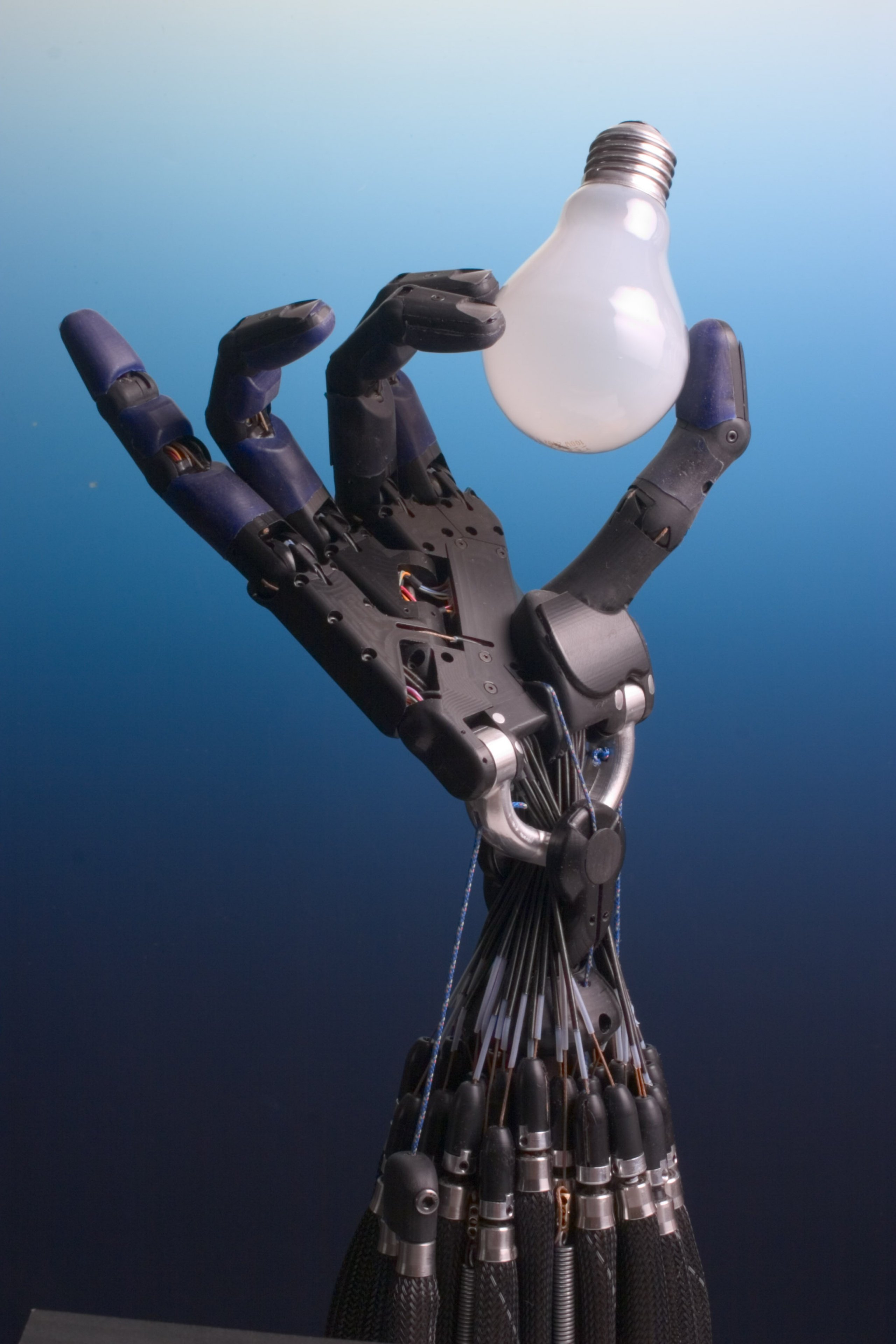
Robotická ruka držící žárovku

Robotika je věda o robotech, jejich designu, výrobě a aplikacích. Robot může buď pomáhat, nebo dělat lidskou práci, popř. zajišťovat i komfort společnosti. Robotika úzce souvisí s elektronikou, mechanikou a softwarem. 

## Rozdělení
Robotiku rozdělujeme podle mnoha kritérií. Nejdůležitější rozdělení je na průmyslovou a experimentální robotiku. Tato dvě odvětví se dále ještě specializují.

### Průmyslová robotika
Termínem průmyslové roboty jsou označována ústrojí, která se vyznačují následujícími vlastnostmi:
- Manipulační schopnost: Pomocí jedné nebo několika manipulačních paží (ramen) lze uchopit předmět, přemístit jej, provádět různé montážní úkony a úpravu předmětů.
- Automatická činnost: Posloupnost úkonů je provedena automaticky podle předem zadaného programu bez dalšího zásahu člověka.
- Snadná změna programu: Program není pevný, ale je zadáván člověkem a je možné jej kdykoli bez obtíží změnit.
- Univerzálnost: Zařízení může sloužit k mnoha účelům, někdy dost rozmanitým.
- Zpětná vazba: Kromě běžných mechanických (dotykových), tlakových a elektromagnetických čidel se u složitějších systémů počítá i s vizuální zpětnou vazbou.
- Prostorová soustředěnost: Tato vlastnost není důležitá funkčně, ale může mít některé vedlejší výhody, např. možnost snadného transportu. Pro některé aplikace lze též požadovat, aby byl systém mobilní.

#### Historie průmyslové robotiky
Příběhy o umělých pomocnících a společnících mají dlouhou historii, ale první plně automatizovaný stroj se objevil až v 20. století.
První patent týkající se robotiky podal George Devol roku 1954. Jeho společnost Unimation byla první, která vyrobila průmyslového robota. Tento robot byl nasazen do průmyslu v roce 1961 Jejich hlavním účelem bylo přenášení objektů z jednoho místa na druhé a do humanoidního tvaru měli daleko. Unimation měl minimum konkurence až do konce 70. let, kdy do robotiky vstoupilo několik velkých japonských konglomerátů. Japonsko neuznávalo americké patentové právo a japonské patenty Unimation neměl, proto mohli vyrábět podobné roboty. Japonsko vede průmyslovou robotiku dodnes a vede i ve výzkumu. Dnes již existují humanoidní roboti na první pohled nerozlišitelní od člověka, i když inteligence a univerzality Asimovových robotů nedosahují (slouží například jako turističtí průvodci).
V roce 1989 převzala kontrolu nad americkou společností Unimation švýcarská firma Stäubli, která i nadále pokračuje s vývojem a prodejem průmyslových robotů.
Dnešní komerční a průmyslové roboty jsou obecně rozšířené, vykonávají práci levněji, přesněji a spolehlivěji než člověk. Jsou také využívány v pracích, kde je nečisto, hrozí případné nebezpečí nebo v pracích, které nejsou obecně pro člověka vhodné. Roboty se široce využívají ve výrobě, montážích, transportech, vesmírném bádání, lékařství, vojenství, laboratořích a bezpečnosti.

### Experimentální robotika

#### Historie experimentální robotiky
Za první moderní experiment s robotem lze považovat připojení počítače k jinak ručně ovládanému manipulátoru, které bylo zrealizováno jako doktorská práce H. A. Ernsta v letech 1960–1961 na MIT. Vybaven dotykovými a fotooptickými čidly přímo v dlani, byl tento robot schopen vyhledat a zvednout libovolný předmět, předem položený na stůl.
V polovině šedesátých let byly zahájeny vědecké experimenty s roboty ve třech k tomuto účelu specializovaných laboratořích v USA (MIT, Stanfordově univerzita, Stanfordův výzkumný ústav), o něco později též ve Velké Británii (Edinburská univerzita) a na několik místech v Japonsku (laboratoře firem Hitachi a Mitsubishi, Elektrotechnická laboratoř v Tokiu, Wasedská univerzita a další).

##### Systémy ruka-oko
Se skládá z pohyblivé manipulační paže zakončené mechanickou rukou, z televizní kamery, pracovního stolu a z počítače. První takovéto systémy byly sestrojeny současně na MIT a na Stanfordově univerzitě.
Systém ruka-oko Stanfordovy univerzity byl vybaven vidikonovou (kvantikonovou) kamerou, manipulační paží o šesti stupních volnosti s elektrickým pohonem, dále mikrofonem pro příjem řeči a počítačem. Původní úlohy realizované tímto systémem spočívaly ve stavbě struktur z kostek různých tvarů, náhodně rozhozených po stole. Náročnější úlohou byl známý hlavolam, postavit čtyři kostky s různě obarvenými stěnami na sebe tak, aby se na žádné straně výsledného útvaru neopakovala tatáž barva. Tento hlavolam kladl větší nároky na zpracování vizuální informace, než na vyřešení vlastního problému. V pozdější době bylo stanfordského robota použito v montáži vodního čerpadla automobilu Ford a byly prováděny experimenty se dvěma pažemi.
Systém ruka-oko MIT byl velmi podobný stanfordskému robotu. Typické experimenty spočívaly v analýze a napodobení struktur sestavených z kostek a vedly k rozvoji různých metod automatické analýzy scén sestávajících z mnohostěnů.
Robot „Freddy“ Edinburské univerzity byl tvořen mechanickou rukou, vybavenou dotykovými čidly a zavěšenou od stropu na pohyblivým pracovním stolem, dvěma televizními kamerami a počítačem. Jeho úloha spočívala v nasunutí čtyř různých disků na kolík nebo montáž autíčka z šesti dílů. Obecně je na počátku experimentu na stole hromada různých předmětů, které Freddy postupně odděluje, rozpozná porovnáním jejich obrazu s předem zadanými vnitřními modely a rozmisťuje je na určená místa. Potom sestaví či smontuje předměty do určené konfigurace podle určeného postupu. Vlastní montáž byla slepá, bylo použito pouze dotykových čidel.
Robot „HIVIP Mark I.“ výzkumné laboratoře firmy Hitachi, vyvinutý v roce 1970, měl dvě vidikonové televizní kamery a manipulátor se samostatnými servomotorickými pohony pro 7 stupňů volnosti. Robot sestavuje jednoduché struktury z kostek různého tvaru na základě výkresu obsahující půdorys, nárys a bokorys žádané struktury. Jedna z kamer je zaměřena na tento výkres, druhá kamera slouží k lokalizaci a rozpoznávání kostek na pracovním stole. Pomocí počítače je provedena analýza úlohy, tj. zjištěna celková konfigurace, tvar a počet potřebných dílů a na základě toho je stanoven pracovní postup.
Systém ruka-oko ETL má manipulační paži se šesti stupni volnosti s hydraulickým pohonem. Ruka má vyměnitelné prsty a dotykové senzory. Komunikace s člověkem je možná pomocí dálnopisu ve zjednodušeném přirozeném jazyce. Systém je schopen rozpoznávat předměty vizuálně i hmatem. Příkladem úkolu realizovaného tímto robotem je zasunutí hranolu se čtvercovým průřezem do čtvercového otvoru jen o málo většího, a to pomocí vizuální zpětné vazby, umožňující zjišťovat rozdíl mezi skutečnou a žádanou polohou.

##### Mobilní roboti

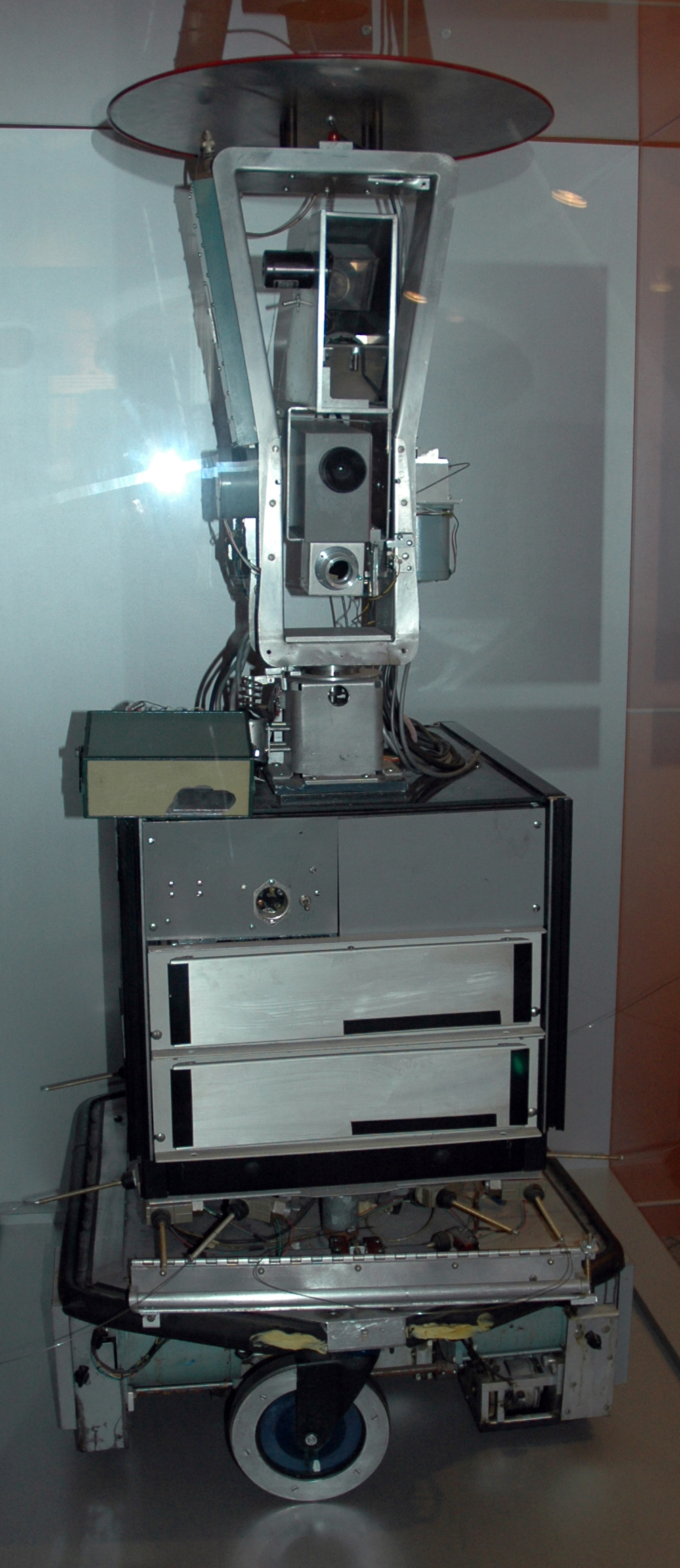
Mobilní robot „Shakey“

Robot „Shakey“ výzkumného ústavu SRI dokončený v roce 1969, je jedním z nejproslulejších mobilních robotů. Jeho pohyblivá část je bezdrátově propojena s počítačem. Komunikace s robotem probíhá ve zjednodušené angličtině. Shakey je schopen orientovat se v prostředí sestávajícím z několika místností, spojených dveřmi a obsahujících krabice různých tvarů a rozměrů, vyhýbat se překážkám a přemisťovat krabice strkáním podle zadané úlohy.
Robot „Jason“ Berkeleyské univerzity, konstruovaný v roce 1973, je příkladem úsporně navrženého mobilního robota se schopností orientovat se a manipulovat s předměty v reálném prostředí. Jeho hlavním smyslovým orgánem je ultrazvukový detektor vzdáleností, pohybů a povrchové struktury objektů. Je vybaven protetickou paží s hákovým chapadlem. Pro komunikaci s člověkem má zařízení na rozpoznání 30 až 40 slov mluveného jazyka a omezený syntetizér řeči. Programové vybavení robota je uloženo ve velkém počítači, se kterým je bezdrátově propojen. Pro samostatné plánování činnosti byl pro tento robot vytvořen zajímavý přístup, spojující symbolické řešení úloh s pravděpodobnostními metodami rozhodování v neurčitém prostředí. Robot má být schopen vytvářet takové plány činnosti, které maximalizují pravděpodobnost dosažení cíle a současně minimalizují vynaloženou energii.
Antropomorfní robot „WABOT-1“ Wasedské univerzity je stroj se dvěma pracovními pažemi, z nichž každá má sedm stupňů volnosti, dvěma nohama s pohyblivými chodidly a dvěma televizními kamerami, umístěnými ve střední části trupu. Robot je schopen přijímat jednoduché příkazy hlasem a rovněž hlasem odpovídat (v japonštině). Systém je řízen minipočítačem. WABOT dovede kráčet v přímém směru, změnit směr doprava nebo doleva, nalézt předmět, uchopit jej jednou rukou, přendat do druhé, položit na zadané místo atp., vše na základě ústních příkazů.
Experimentální robot JPL byl sestrojen jako možný průzkumník Marsu (planeta) a vzdálenějších těles sluneční soustavy. Počítalo se zde hlavně se zpožděním při telekomunikaci (v případě Marsu 20 minut) a aby byl zmenšen podíl jiných než vědeckovýzkumných dat při přenosu. Značný stupeň autonomnosti vizuálního vnímání, přemisťování se a manipulování s objekty neurčitého tvaru umožňuje, aby takový robot plnil globální příkazy typu: „Jdi do polohy X, identifikuj kámen střední velikosti a zvedni jej.“

## Robotika v literatuře

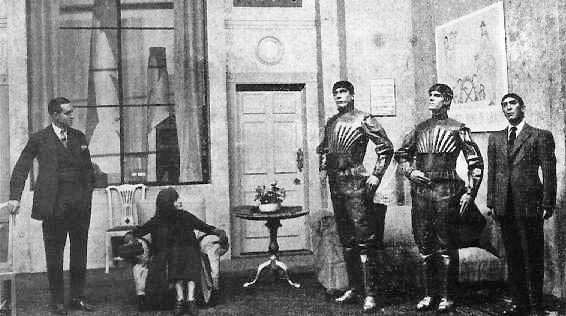
Divadelní ztvárnění hry R.U.R.

Slovo „robot“ bylo poprvé v dějinách použito v roce 1920 ve hře R.U.R. – Rossum's Universal Robots Karla Čapka.
Toto slovo na Karlovu výzvu navrhl jeho bratr Josef Čapek.
„Ale já nevím,“ řekl autor, „jak mám ty umělé dělníky nazvat. Řekl bych jim Laboři, ale připadá mně to nějak papírové.“ „Tak jim řekni Roboti,“ mumlal malíř se štětcem v ústech a maloval dál. A bylo to.

Slovo Robotika jako první použil spisovatel Isaac Asimov roku 1941 v povídce „Runaround“. Asimov také definoval tři základní zákony robotiky. Většina asimovových robotů byla humanoidního tvaru. Mozkem Asimovova robota nebyl běžný elektronický počítač, ale pozitronický mozek. Robotika byla převážně věda o tomto pozitronickém mozku a ne zcela deterministickém popisu jeho výroby a zároveň jakási psychologie robotů.
V seriálu Star Trek, sérii Nová generace, se vyskytuje android Dat, který byl prý vytvořen jako implementace Asimovových myšlenek – je tedy řízen pozitronickým mozkem, nezdá se ale, že by se řídil zákony robotiky.

### Výzkum související s robotikou
- Genetické programování
- Kybernetika
- Neuronové sítě
- Umělá inteligence
- Mobilní robotika